# Idioderma picta
Idioderma picta är en insektsart som beskrevs av Henry Fairfield Osborn. Idioderma picta ingår i släktet Idioderma och familjen hornstritar. Inga underarter finns listade i Catalogue of Life.